# Desmond Cory
Pour les articles homonymes, voir Cory (homonymie).
Desmond Cory, pseudonyme de Shaun Lloyd McCarthy, né le 16 février 1928 à Lancing dans le Sussex de l'Ouest en Angleterre et mort le 1er janvier 2001, est un auteur britannique de romans policiers.

## Biographie
Desmond Cory est un nom de plume utilisé par l'écrivain anglais Shaun Lloyd McCarthy entre 1951 et 1993. Il signe de ce nom plus de quarante romans et invente nombre de personnages récurrents, comme Johnny Fedora, un agent secret anglais. Il écrivit aussi des scripts pour adapter les romans de Graham Greene (par exemple England Made Me). Quelques-uns de ses propres romans ont également été adaptés au cinéma et en série télévisée.

## Œuvres

### SérieJohnny Fedora
- Secret Ministry (1951)
- This Traitor, Death (1952)
- Dead Man Falling ou The Hitler Diamonds (1953)
- Intrigue (1954)
- High Requiem (1956)
- Johnny Goes North ou The Swastika Hunt (1956)
- Johnny Goes East ou Mountainhead (1958)
- Johnny Goes South ou Overload (1959)
- Johnny Goes West (1959)
- The Head (1960)
- Undertow (1962)
- Hammerhead ou Shockwave (1963)
- Feramontov (1966)
- Timelock (1967)
- Sunburst (1971)

### SérieLindy Grey
- Begin, Murderer! (1951)
- This is Jezebel (1952)
- Lady Lost (1953)
- The Shaken Leaf (1954)

### SérieMr. Dee
- Stranglehold (1961)
- The Name of the Game (1964)

### SérieJohn Dobie
- The Strange Attractor ou The Catalyst (1991)
- The Mask of Zeus (1992)
- The Dobie Paradox (1993)

### Autres romans
- The City of Kites (1955)
- Pilgrim At the Gate (1958) Publié en français sous le titre Mr Pélerin ne fait que passer, Paris, Robert Laffont, coll. Agent Secret, 1964.
- Jones on the Belgrade Express (1960)
- Deadfall (1965)
- The Night Hawk (1969)
- Take My Drum to England (1971)
- Even If You Run (1972)
- A Bit of a Shunt Up the River (1974)
- The Circe Complex (1975)
- Bennett (1977)

### Scénario
- England Made Me, téléfilm britannique, d'après un roman de Graham Greene.

### Au cinéma
- 1968 : Le chat croque les diamants (Deadfall) de Bryan Forbes, d'après le roman Deadfall, avec Michael Caine et Giovanna Ralli.

### À la télévision
- 1965 : The Circe Complex - Armchair Thriller, Saison 3, épisode 25 à 30, d'après le roman The Circe Complex.